# Federació de Futbol de l'Afganistan
La Federació de Futbol de l'Afganistan, també coneguda per les sigles AFF (paixtu: د افغان فوتبال فدراسيون; dari: فدراسيون فتبال افغانستان; anglès: Afghanistan Football Federation) és l'òrgan de govern del futbol a la república islàmica de l'Afganistan.
L'AFF va ser fundada l'any 1922 i està afiliada a la Federació Internacional de Futbol Associació (FIFA) i a la Confederació Asiàtica de Futbol (AFC) des de 1948 i 1954 respectivament.
El 2005 va ingressar a la Federació de Futbol de l'Àsia del Sud (SAFF) i, l'any 2014, va abandonar la SAFF per integrar-se com a membre fundador de l'Associació de Futbol de l'Àsia Central (CAFA).
L'AFF és la responsable d'organitzar el futbol de totes les categories, incloses les de futbol femení, futbol sala i les respectives seleccions nacionals.
L'any 1946, l'AFF va crear la Kabul City League formada per 12 equips. L'any 2006 va canviar el nom a Kabul Premier League i va ser la principal competició fins que l'any 2012 es va crear la lliga afganesa de futbol.
L'any 1996, amb l'arribada del règim talibà al poder, el futbol va ser prohibit a l'Afganistan.
L'any 2007, l'AFF va crear la selecció femenina de futbol amb l'objectiu de fomentar el futbol femení que havia estat especialment perseguit pel règim talibà,
L'any 2012, l'AFF va crear la Lliga afganesa de futbol (en anglès: Afghan Premier League), que és la principal competició del país i la disputen 8 equips.
El juny de 2019, l'expresident de l'AFF, Keramuudin Karim, va ser inhabilitat a perpetuïtat per la FIFA pels abusos sexuals a jugadores de la selecció nacional afganesa.
L'AFF va organitzar una selecció femenina nacional abans de la presa de control de l'Afganistan pels talibans el 2021.